# Bill Ballard
William Owen Sydney Ballard (10 de noviembre de 1946 - 14 de marzo del 2014) fue un empresario y promotor de conciertos. Su padre fue Harold Ballard, un magnate de hockey del Toronto Maple Leafs.
El joven Ballard se convirtió en director y vicepresidente del Maple Leaf Gardens en 1972, cuando su padre fue sentenciado a prisión por fraude. Su relación se deterioró después de la liberación de Harold Ballard de la cárcel y volver al Maple Leaf Gardens al año siguiente, aunque Bill Ballard permaneció en la junta del MLG hasta 1988, cuando su padre lo retira de la junta y se le prohibió a su compañía de promoción de conciertos desede los Jardines.
Bill Ballard fue fundador del Concert Productions International (CPI), el principal promotor de los conciertos de rock y giras en América del Norte. Fue establecido en Toronto en 1973 como una filial de la WBC Productions Ltd por Michael Cohl, William (Bill) Ballard, y David Wolinsky.
Fue el cofundador del Paseo de la Fama del Canadá.
Ballard murió de cáncer en el 2014 a la edad de 67 años.